# Amt Delitzsch
Das Amt Delitzsch war eine im Leipziger Kreis gelegene Verwaltungseinheit des 1806 in ein Königreich umgewandelten Kurfürstentums Sachsen. Zwischen 1657 und 1738 gehörte das Amt zum albertinischen Sekundogenitur-Fürstentum Sachsen-Merseburg.
Bis zur Abtretung an Preußen 1815 bildete es als sächsisches Amt den räumlichen Bezugspunkt für die Einforderung landesherrlicher Abgaben und Frondienste, für Polizei, Rechtsprechung und Heeresfolge.

## Lage
Das Amt lag nördlich von Leipzig in der Leipziger Tieflandsbucht. Im Amt lagen Exklaven der Ämter Schkeuditz, Eilenburg, Bitterfeld, Leipzig und des preußischen Saalkreises. Zum Amt gehörten zwei kleine Exklaven im südlich angrenzenden Kreisamt Leipzig, sowie die drei Exklaven des Ritterguts Ostrau nordwestlich des Amts in der Nähe des Petersbergs.
Der Großteil des Amtsgebietes liegt heute im Freistaat Sachsen und gehört zum Landkreis Nordsachsen, nur die ehemalige Exklave Plaußig ist ein Stadtteil von Leipzig. Der Westteil des Amts um Landsberg, die ehemalige Ortsflur von Döbern im Norden des Amtsgebiets und die Exklaven des Ritterguts Ostrau liegen heute im Land Sachsen-Anhalt und gehören zu den Landkreisen Saalekreis und Anhalt-Bitterfeld. Einige Orte sind durch den Braunkohleabbau im 20. Jahrhundert devastiert worden.

## Angrenzende Verwaltungseinheiten
Das Amt Delitzsch war dem Leipziger Kreis des Kurfürstentums angegliedert und grenzte im Norden an die Ämter Bitterfeld und Düben, im Osten an das Amt Eilenburg, im Süden an das Amt Leipzig und im Westen an den Saalkreis des preußischen Herzogtums Magdeburg. Zwei Exklaven lagen im Kreisamt Leipzig, die drei Exklaven des Ritterguts Ostrau lagen zwischen dem Amt Zörbig im Osten, dem Fürstentum Anhalt und dem Amt Lauchstädt (Exklave) im Norden und dem preußischen Saalkreis im Westen und Süden.
|                                 | Amt Bitterfeld                              | Amt Düben     |
| Herzogtum Magdeburg (Saalkreis) | Kompassrose, die auf Nachbargemeinden zeigt | Amt Eilenburg |
|                                 | Sachsen-Merseburg (Amt Schkeuditz)          | Amt Leipzig   |

## Geschichte
Das Amt Delitzsch war altes wettinisches Herrschaftsgebiet und gehörte 1156 zur Sächsischen Ostmark. 1291 wurde das Gebiet um Delitzsch und Landsberg im Verbund der Mark Landsberg an die brandenburgischen Askanier verkauft, gelangte jedoch 1347 wieder an die Wettiner. Die damals noch selbständigen Gebiete Landsberg und Reideburg wurden später dem Amt Delitzsch angegliedert.
Bei der Leipziger Teilung gelangte das Amt Delitzsch 1485 an den albertinischen Zweig der Wettiner, deren Residenz in Dresden war. Seit diesem Jahr wurde auch der territorial vom Amt getrennte Bezirk des Ritterguts Ostrau am Petersberg nordöstlich von Halle (Saale) zum Amtsgebiet gezählt. Nach dem Schmalkaldischen Krieg 1546/47 wurde es bei der Neuordnung des nun stark erweiterten albertinischen Territoriums von Herzog, bzw. nun Kurfürst Moritz, dem Leipziger Kreis des Kurfürstentums Sachsen zugeteilt. Zwischen 1657 und 1738 gehörte das Amt Delitzsch dem wettinischen Sekundogenitur-Fürstentum Sachsen-Merseburg an.
Bei Sachsen blieb das Amt Delitzsch bis 1815, dann fiel es aufgrund der Bestimmungen des Wiener Kongresses bis auf die Exklaven Plaußig und Pönitz, die dem Kreisamt Leipzig angegliedert wurden, an das Königreich Preußen. Das Gebiet bildete dort seit 1816 den Westteil des Landkreises Delitzsch in der preußischen Provinz Sachsen. Die Orte der Exklave des Ritterguts Ostrau wurden dem Landkreis Bitterfeld angegliedert. Die westlichsten Orte Reideburg, Burg bei Reideburg und Rosenfeld kamen an den Saalkreis.
Seit 1990 gehört der größte Teil des früheren Amtes Delitzsch wieder zum Freistaat Sachsen. Nur der äußerste Westen mit der Stadt Landsberg und den umliegenden Gemeinden und der nördliche Ort Döbern, die bei der Verwaltungsreform von 1950/52 zum Saalkreis gekommen waren, blieben mit dem Saalkreis beim Land Sachsen-Anhalt. Ebenso blieb das Gebiet des Ritterguts Ostrau bei Sachsen-Anhalt.
Auf Befehl des Kurfürsten Moritz von Sachsen wurde zwischen 1547 und 1560 für den größten Teil der kursächsischen Ämter jeweils ein sogenanntes Amtserbbuch angelegt. Wann genau dies für das Amt Delitzsch erfolgte, ist unklar. Die erhaltenen Amtserbbücher für die an die Provinz Sachsen gelangten Teile Sachsens befinden sich heute im Landesarchiv Sachsen-Anhalt, Standort Wernigerode, und sind online recherchierbar.

## Zugehörige Orte

### Orte im heutigen Freistaat Sachsen
Städte
- Delitzsch mit Schloss Delitzsch

Dörfer
| - Badrina - Beerendorf - Benndorf - Beuden - Biesen - Brinnis - Brodau - Brodenaundorf - Döbernitz - Doberstau | - Flemsdorf mit Ettelwitz - Freiroda - Gerbisdorf - Gertitz - Glesien - Gollmenz - Gördenitz - Grabschütz - Grebehna - Güntheritz | - Hohenossig - Hohenroda - Jora - Kahlhausen - Kattersnaundorf - Kertitz - Kletzen - Klitschmar - Kömmlitz - Kreuma | - Groß-Krostitz - Klein-Krostitz - Groß-Kyhna - Klein-Kyhna - Laue - Lehelitz - Lemsel - Groß-Lissa - Klein-Lissa - Löbnitz | - Lössen - Luckowehna - Mocherwitz - Niederossig - Nockwitz - Paupitzsch - Peterwitz - Pohritzsch - Poßdorf - Quering | - Rabutz - Rackwitz - Radefeld - Reibitz - Rödgen - Roitzsch - Schenkenberg - Schladitz (bei Rackwitz) - Schladitz (bei Zwochau) - Schnaditz | - Scholitz - Schweiditz - Seelhausen - Selben - Serbitz - Storkwitz - Sultitz - Wellaune - Werbelin - Werben | - Werlitzsch - Groß- und Klein-Wiedemar - Wiesenena - Wolteritz - Zaasch - Zschepen - Zschernitz mit Nösselwitz - Zschölkau - Zschortau - Zwochau |

Dörfer (Exklaven)
- Göritz
- Plaußig
- Pönitz

Rittergüter, Vorwerke und Einzelgüter
- ca. 27 Güter (Stand von 1910), u. a.
- Buschnaukirche
- Rittergut Kleinwölkau (Krautwölkau; nordwestlich von Delitzsch)
- Naschkau (nordwestlich von Eilenburg)
- Rittergut Neuhaus

Wüstungen
Im Amtsgebiet befanden sich zahlreiche Wüstungen.

### Orte im heutigen Land Sachsen-Anhalt
Städte
- Landsberg mit der Burg Landsberg

Dörfer
| - Bageritz - Burg - Döbern - Dölbau - Droyßig | - Düringsdorf - Eismannsdorf - Gollma - Gütz - Klepzig | - Kockwitz - Lohnsdorf - Naundorf - Petersdorf - Pfaffendorf | - Piltitz - Queis - Reideburg (sächs. Anteil) - Reinsdorf - Reußen | - Rosenfeld - Schwätz - Siedersdorf - Sietzsch - Stennewitz | - Wiedersdorf - Wölls - Zschiesdorf - Zwebendorf |

Dörfer des Ritterguts Ostrau (3 Exklaven)
| - Drehlitz - Drobitz - Frößnitz - Göttnitz - Kütten | - Löbersdorf (anteilig) - Ostrau mit Schloss Ostrau - Oberplötz - Unterplötz - Werderthau (anteilig) | - Westewitz |

## Amtmänner und Amtsschösser
- Hermann Egeler (1411/13, 1416 und 1422)
- Johann Friedrich Pöckel († 1649)
- Johann Balthasar Freund (1693)